# Tornado de Moore de 2013

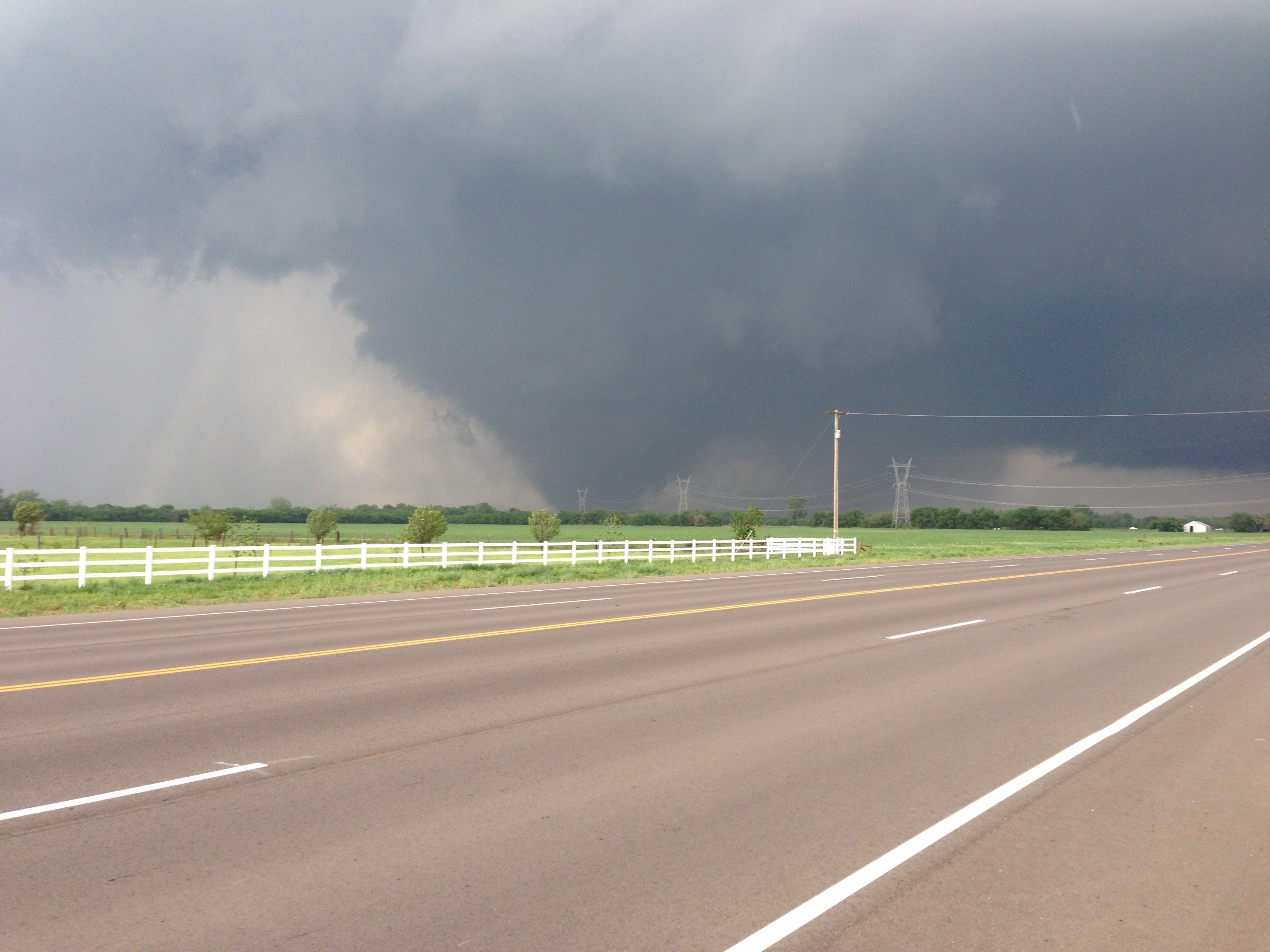
O tornado à passagem por Moore.

O tornado de Moore de 2013 foi um tornado catastrófico classificado como EF-5 (grau 5 na Escala Fujita melhorada) que causou dezenas de mortes e centenas de feridos ao atingir a localidade de Moore, em Oklahoma (Estados Unidos) na tarde de segunda-feira 20 de maio de 2013. O tornado tocou o solo às 14h56 CDT (19h56 UTC), causando destruição durante cerca de 40 minutos ao longo de uma faixa com 32 km de comprimento e 3 km de largura, estendendo-se pelos condados de Grady, McClain  e Cleveland, em Oklahoma.

## Caracterização
O Serviço Meteorológico Nacional em Norman, Oklahoma, classificou provisoriamente o tornado em grau EF4 ou superior. EF4, é o segundo nível mais elevado, embora esteja muito perto do nível mais alto - o nível EF5 começa nos 322 km/h. Posteriormente a classificação foi retificada para o grau EF5, o máximo da escala. Testemunhos disseram que se parecia mais com "um muro negro gigante de destruição do que um típico tornado".
Na tarde de 20 de maio, o NWS postou em seu Twitter informando que foram encontradas áreas com danos característicos de um tornado EF 5.

## Impacto
Bairros inteiros foram destruídos e casas totalmente arrasadas numa larga extensão da localidade de Moore. Várias escolas foram destruídas ou danificadas. Centenas de pessoas ficaram feridas. Inicialmente apontando para 91 mortes, o número foi reduzido para 24 vítimas mortais e mais de 242 feridos A discrepância deveu-se à inclusão de várias vítimas em listas com dupla contagem.
Vários troços da autoestrada Interstate 35 foram encerrados à circulação automóvel, pois ficaram cobertos de detritos.
O meteorologista Mike Morgan da KFOR sugeriu que esta era "o pior tornado da história, em termos de destruição".

## Estado de catástrofe
O presidente Barack Obama declarou de imediato o estado de catástrofe em Oklahoma.